# خوسه ماریا سانچث مارتینث
خوسه ماریا سانچث مارتینث (به اسپانیایی: José María Sánchez Martínez) (زاده ۳ اکتبر ۱۹۸۳) داور فوتبال اسپانیایی است که در لا لیگا قضاوت می‌کند. او در فهرست داوران فیفا است و به عنوان داور درجه برتر یوفا رده‌بندی شده‌است.

## دوران داوری
سانچث در سال ۲۰۰۰ داوری را آغاز کرد. او در فصل ۱۱–۲۰۱۰ در سگوندا دیویسیون بی قضاوت کرد و در فصل بعد برای داوری در سگوندا دیویسیون ارتقاء یافت. پس از چهار سال، اجازه قضاوت را در لا لیگا، لیگ برتر اسپانیا به دست آورد و در ۲۹ اوت ۲۰۱۵ اولین بازی خود را قضاوت کرد که تساوی بدون گل بین دو تیم رئال سوسیداد و اسپورتینگ خیخون بود. در سال ۲۰۱۷، او بازی برگشت سوپرجام اسپانیا ۲۰۱۷ را بین رئال مادرید و بارسلونا قضاوت کرد که با پیروزی ۲–۰ مادریدی‌ها به پایان رسید.
در سال ۲۰۱۷، سانچث در فهرست داوران فیفا قرار گرفت و در ۱۳ ژوئیه همان سال اولین بازی باشگاهی اروپایی خود را  قضاوت کرد، بازی مرحله دوم مقدماتی از لیگ اروپا میان دو تیم ترنچین و بنی یهودا. در ۲۲ مارس ۲۰۱۹، او اولین بازی ملی در رده بزرگسالان را قضاوت کرد که بازی دوستانه بین آرژانتین و ونزوئلا بود.
در ۲ می ۲۰۱۹، سانچث در فهرست کمک داوران ویدیویی برای جام جهانی فوتبال زنان ۲۰۱۹ در فرانسه قرار گرفت.

### بین‌المللی
| دسته               | کشور          | فصل(ها) | تعداد |
| ------------------ | ------------- | ------- | ----- |
| لیگ اروپا          | اتحادیه اروپا | ۲۰۱۷    | ۵     |
| لیگ قهرمانان اروپا | اتحادیه اروپا | ۲۰۱۹    | ۲     |

### داخلی
| دسته               | کشور    | فصل(ها)   | تعداد |
| ------------------ | ------- | --------- | ----- |
| ترسرا دیویسیون     | اسپانیا | ۲۰۱۰–۲۰۰۵ |       |
| سگوندا دیویسیون بی | اسپانیا | ۲۰۱۱–۲۰۱۰ | ۱۴    |
| سگوندا دیویسیون    | اسپانیا | ۲۰۱۵–۲۰۱۱ | ۹۱    |
| لا لیگا            | اسپانیا | ۲۰۱۵-     | ۱۳۵   |

## زندگی شخصی
سانچث در لرکای مورسیا به دنیا آمده و به عنوان کارمند بانک مشغول به کار است.

## یادداشت
1. 1 2 3  تا آخرین بازی قضاوت شده در فصل ۲۰۲۱/۲۲.